# Frisonne (race bovine)
La race bovine frisonne est le nom courant d'une ancienne race bovine Française Frisonne Pie-Noir (FFPN), dont est issue l'actuelle race Prim'Holstein.  

## Historique
Longtemps appelée race hollandaise pie-noir en France, ou Hollandaise tout court, elle a été créée par l'importation répétée de vaches et de taureaux pie-noir issus notamment des provinces de Hollande pour les animaux de plus grand format importés en particulier dans la moitié nord de la France et de Frise pour les sujets plus petits et moins exigeants importés en particulier dans le Sud-Ouest de la France. Cette race a supplanté la rouge flamande après la Première Guerre mondiale, décimée par les zones de combat. Elle prend un nouvel essor face à la normande, éprouvée par la libération de la Normandie à la suite du débarquement de 1944. 
Elle devient prédominante durant les trente glorieuses, supplantant des races moins efficaces et moins sélectionnées, tout en gardant une mixité de production, lait-viande. À partir des années 1970, une introduction massive de sang holstein au travers de l'importation de semence de taureaux et d'embryons nord-américains (canadiens en particulier) modifie considérablement la morphologie des animaux : la taille augmente, la mamelle devient standardisée avec une amélioration de l'attache et des trayons adaptés à la traite mécanique. Le tronc s'affine avec une musculature réduite par l'absence de trajet dans l'élevage moderne en stabulation libre. La modification d'apparence est telle que les instance agricoles décident de la renommer Prim Holstein, et ainsi rappeler son appartenance à la grande population mondiale holstein.

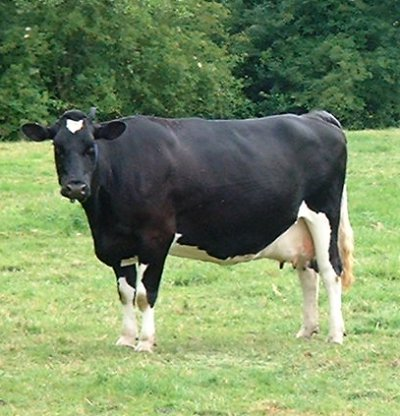
Prim'holstein actuelle.